# Dmitrij Petrov
Dmitrij Vasil'evič Petrov (in russo Дмитрий Васильевич Петров?; 1º febbraio 1985) è uno schermidore russo.

## Biografia
Nei campionati europei di scherma ha conquistato una medaglia di bronzo a Smirne nel 2006 nella gara di fioretto a squadre.

## Palmarès
In carriera ha conseguito i seguenti risultati:
- Europei di scherma

Smirne 2006: bronzo nel fioretto a squadre.